# Le vergini di Roma
Fecioarele Romei (titlu original: Le vergini di Roma, în engleză Amazons of Rome) este un film italian peplum  din 1961 regizat de Carlo Ludovico Bragaglia, Vittorio Cottafavi și Peter O'Cord.  Rolurile principale au fost interpretate de actorii Louis Jourdan, Sylvia Syms și Jean Chevrier. Scenariul este scris de Luigi Emmanuele.

## Prezentare
În secolul al VI-lea î.Hr. Roma este asediată de etrusci și de aliații lor, grecii și galii, ultimii conduși de Drusco. Porsenna, rege al etruscilor, acordă un armistițiu Romei în schimbul a o mie de ostatici. Între timp, galii prind un batalion de curajoase femei-soldați romane. Drusco, atras de șefa acestora, Clelia, le face pe aceste femei ostateci. Dar Lucilla, soția lui Porsenna, este geloasă și îi îndeamnă pe greci să rupă armistițiul și să distrugă Roma. Ea îi îndeamnă pe etrusci să ucidă ostaticii. Clelia și tovarășele sale reușesc să scape, ceea ce pune capăt armistițiului și declanșează atacul etruscilor. În ciuda inteligenței lui Clelia și a războinicelor sale, care folosesc canale subterane pentru a surprinde inamicul din spate, etruscii ies câștigători. Dar Drusco intervine în favoarea păcii și îi cere lui Clelia să se căsătorească cu el. 

## Distribuție
- Louis Jourdan - Drusco, căpetenia  galilor
- Sylvia Syms - Clelia
- Jean Chevrier - Porsena, regele etruscilor
- Nicole Courcel - Lucilla, soția lui Porcenna
- Ettore Manni - Horatio / Cocles, Consul roman
- Paola Falchi  - Aurelia
- Renaud Mary - Stravos
- Michel Piccoli  - Consul public
- Corrado Pani - Muzio Scevola
- Nicolas Vogel - Rasmal
- María Luisa Rolando - femeie romană
- Carlo Giustini - Bruto
- Jacques Dufilho